# スーパーロボット大戦シリーズの参戦作品一覧
スーパーロボット大戦の参戦作品一覧（スーパーロボットたいせんシリーズのさんせんさくひんいちらん）は、家庭用ゲームソフト「スーパーロボット大戦シリーズ」に登場する作品の一覧である。同シリーズでは登場する作品を参戦作品と呼ぶ。
この一覧では公式サイトなどで参戦作品とされる作品を記述するが、OVA版や小説版など登場作品の関連作から設定を流用したり、一部の機体を登場させたりすることがある。なお、関連作品から設定を流用した場合、一部を除き元となった作品名義で登場する。
複数のシーズンで構成される作品が参戦する場合、登場要素の都合上、作品によっては参戦作品の名義が変更される場合がある。表記について詳細は該当参戦作品項目を参照。

## 凡例
作品名の後ろに括弧書きで登場したソフト名を略称で記す。略称は以下の通り。
DC戦争シリーズ
- 第2次 = 第2次スーパーロボット大戦・第2次スーパーロボット大戦G
  - 第2次G = 第2次スーパーロボット大戦Gのみ

- 第3次 = 第3次スーパーロボット大戦
- EX = スーパーロボット大戦EX
- 第4次 = 第4次スーパーロボット大戦・第4次スーパーロボット大戦S
  - F = スーパーロボット大戦F・スーパーロボット大戦F完結編
    - F完結編 = スーパーロボット大戦F完結編のみ

αシリーズ
- α = スーパーロボット大戦α・スーパーロボット大戦α for Dreamcast
  - αDC版 = スーパーロボット大戦α for Dreamcastのみ

- α外伝 = スーパーロボット大戦α外伝
- 第2次α = 第2次スーパーロボット大戦α
- 第3次α = 第3次スーパーロボット大戦α 終焉の銀河へ

Zシリーズ
- Z = スーパーロボット大戦Z
- 第2次Z = 第2次スーパーロボット大戦Z 破界篇・再世篇
  - 第2次Z 破界篇 = 第2次スーパーロボット大戦Z 破界篇のみ
  - 第2次Z 再世篇 = 第2次スーパーロボット大戦Z 再世篇のみ

- 第3次Z = 第3次スーパーロボット大戦Z 時獄篇・天獄篇
  - 第3次Z 天獄篇 = 第3次スーパーロボット大戦Z 天獄篇のみ

COMPACTシリーズ
- COMPACT = スーパーロボット大戦COMPACT・スーパーロボット大戦COMPACT for WonderSwanColor
- COMPACT2 = スーパーロボット大戦COMPACT2
  - IMPACT = スーパーロボット大戦IMPACT

- COMPACT3 = スーパーロボット大戦COMPACT3

任天堂携帯機シリーズ
- A = スーパーロボット大戦A・スーパーロボット大戦A PORTABLE
- R = スーパーロボット大戦R
- D = スーパーロボット大戦D
- J = スーパーロボット大戦J
- W = スーパーロボット大戦W
- K = スーパーロボット大戦K
- L = スーパーロボット大戦L
- UX ＝スーパーロボット大戦UX
- BX ＝スーパーロボット大戦BX

Scramble Commanderシリーズ
- SC = スーパーロボット大戦Scramble Commander
- SC2nd = スーパーロボット大戦Scramble Commander the 2nd

3部作（2017年 - 2019年）
- V = スーパーロボット大戦V
- X = スーパーロボット大戦X
- T = スーパーロボット大戦T

その他単独作品
- 第1作 = スーパーロボット大戦
- 新 = 新スーパーロボット大戦
- 64 = スーパーロボット大戦64・スーパーロボット大戦リンクバトラー
- MX = スーパーロボット大戦MX・スーパーロボット大戦MX ポータブル
- GC = スーパーロボット大戦GC・スーパーロボット大戦XO
- 無限 = 無限のフロンティア スーパーロボット大戦OGサーガ
- EXCEED = 無限のフロンティアEXCEED スーパーロボット大戦OGサーガ
- 学園 = スパロボ学園
- NEO = スーパーロボット大戦NEO
- モ = スーパーロボット大戦モバイル
- CC = スーパーロボット大戦Card Chronicle
- OE = スーパーロボット大戦Operation Extend
- X-Ω = スーパーロボット大戦X-Ω
- DD = スーパーロボット大戦DD
- 30 = スーパーロボット大戦30
- Y = スーパーロボット大戦Y

## バンダイナムコグループ作品
バンダイナムコグループおよび系列会社が管理、または制作するアニメ、ゲーム、および関連作品。

### バンダイナムコフィルムワークス（旧サンライズ）作品

#### ガンダムシリーズ
「ガンダムシリーズ」に分類される作品。
宇宙世紀作品
- 機動戦士ガンダム（第1作、第2次、第3次、EX、第4次、F、COMPACT、64、COMPACT2、α、A、IMPACT、SC、GC、CC、OE、30）
- 機動戦士Ζガンダム（第1作、第2次、第3次、EX、第4次、F、COMPACT、64、COMPACT2、α、α外伝、A、IMPACT、R、第2次α、COMPACT3、D、SC、MX、GC、第3次α、SC2nd、Z、第2次Z、モ、CC、OE、第3次Z、X-Ω、V、X、T、DD、30、Y）
- Ζ-MSV（30） - 『第3次』・『64』・『α』・『α外伝』・『IMPACT』・『R』・『D』・『MX』にも一部機体が登場する。
- 機動戦士ガンダムΖΖ（第1作、第2次、第3次、EX、第4次、F、COMPACT、64、COMPACT2、α、α外伝、A、IMPACT、R、第2次α、COMPACT3、D、SC、MX、GC、第3次α、モ、CC、OE、X-Ω、V、X、T、DD）
- 機動戦士ガンダム 逆襲のシャア（第1作、第2次、第3次、EX、第4次、新、F、COMPACT、64、COMPACT2、α、α外伝、A、IMPACT、R、第2次α、COMPACT3、D、SC、MX、GC、第3次α、SC2nd、Z、第2次Z、モ、CC、OE、第3次Z、X-Ω、V、X、T、DD、30、Y）
  - 機動戦士ガンダム 逆襲のシャア ベルトーチカ・チルドレン（X、T、DD、30） - 『α外伝』・『第2次α』・『D』・『第3次α』・『X-Ω』にも一部機体が登場する。

- 機動戦士ガンダム 閃光のハサウェイ（V）
- 機動戦士ガンダム0080 ポケットの中の戦争（第3次、EX、第4次、F、COMPACT、COMPACT2、α、IMPACT、GC、CC、OE、DD） - 『第2次』にも一部機体が登場する。
- M-MSV（30、Y） - 『F完結編』・『64』・『α』・『α外伝』・『IMPACT』・『R』・『第2次α』・『D』・『MX』・『第3次α』にも一部機体が登場する。
- 機動戦士ガンダムF91（第1作、第2次、第3次、EX、第4次、F、COMPACT、64、COMPACT2、α、IMPACT、第2次α、CC、X-Ω、X、DD）
- 機動戦士ガンダム0083 STARDUST MEMORY（第3次、EX、第4次、F、COMPACT、64、COMPACT2、α、α外伝、A、IMPACT、第2次α、第3次α、CC、X-Ω、DD）
- 機動戦士Vガンダム（第2次G、新、α、α外伝、D、X-Ω、30）
- 機動戦士クロスボーン・ガンダム（第2次α、X-Ω、V、T）
  - 機動戦士クロスボーン・ガンダム スカルハート（V、T）
  - 機動戦士クロスボーン・ガンダム 鋼鉄の7人（V、X、T、X-Ω）

- 機動戦士ガンダム 第08MS小隊（64、COMPACT2、A、IMPACT、SC、GC、CC、OE）
- 機動戦士ガンダムUC（第3次Z、BX、X-Ω、V、DD）
- 機動戦士ガンダムNT（X-Ω、30）

オルタナティブ作品
- 機動武闘伝Gガンダム（第2次G、新、F、64、A、IMPACT、R、MX、J、学園、NEO、CC、OE、X-Ω、T、Y）
- 新機動戦記ガンダムW（新、F、64、α、D、SC、第2次Z、OE）
  - 新機動戦記ガンダムW Endless Waltz（F完結編、COMPACT、64、α、α外伝、A、R、第2次α、COMPACT3、SC、第3次α、W、SC2nd、学園、L、モ、CC、第3次Z、X-Ω、X、DD、Y）
  - 新機動戦記ガンダムW Frozen Teardrop（X-Ω）

- 機動新世紀ガンダムX（α外伝、R、Z、第2次Z、第3次Z 天獄篇、X-Ω）
- ∀ガンダム（α外伝、Z、第2次Z、第3次Z 天獄篇、X-Ω）
- 機動戦士ガンダムSEED（第3次α、J、W、K、L、モ、CC、X-Ω、DD）
  - 機動戦士ガンダムSEED ASTRAY（W、学園、X-Ω）
    - 機動戦士ガンダムSEED X ASTRAY（W、学園）

  - 機動戦士ガンダムSEED DESTINY（SC2nd、Z、K、学園、L、第2次Z、UX、CC、OE、第3次Z、X-Ω、V、DD、Y）
  - 機動戦士ガンダムSEED C.E.73-STARGAZER-（K、学園）
  - 機動戦士ガンダムSEED FREEDOM（DD）

- 機動戦士ガンダム00（第2次Z、CC、OE、X-Ω、DD）
  - 劇場版 機動戦士ガンダム00 -A wakening of the Trailblazer-（UX、CC、第3次Z、BX、X-Ω、V）

- 機動戦士ガンダムAGE（BX）
- ガンダム Gのレコンギスタ（X）
- 機動戦士ガンダム 鉄血のオルフェンズ（DD、30）
- 機動戦士ガンダム 水星の魔女（Y）

SDガンダムシリーズ（X-Ω）
- SDガンダム外伝（BX、X-Ω）
- SDガンダム外伝 円卓の騎士（X-Ω）
- SDガンダム三国伝 BraveBattleWarriors（UX）

ガンダムビルドシリーズ
- ガンダムビルドファイターズ（X-Ω）
- ガンダムビルドファイターズ バトローグ（X-Ω）

この他登場作品に含まれていないが、『ガンダム・センチネル』（第4次）・『機動戦士ガンダムF90』（α）から機体が登場している。また、MSVのみに存在する機体が、元となった作品名義で登場することもある。

#### 富野由悠季監督作品
富野由悠季が総監督を務めた「ガンダムシリーズ」以外のアニメ作品、およびその関連作品。
- 勇者ライディーン[4]（第3次、第4次、新、COMPACT、COMPACT2、α、α外伝、IMPACT、SC、MX、第3次α、SC2nd、モ、CC、DD、Y）
- 無敵超人ザンボット3（第4次、64、COMPACT2、A、IMPACT、R、Z、第2次Z、CC、第3次Z 天獄篇、V、X-Ω）
- 無敵鋼人ダイターン3（第3次、第4次、F、COMPACT、64、COMPACT2、α、α外伝、A、IMPACT、R、第2次α、第3次α、Z、第2次Z、モ、CC、第3次Z 天獄篇、X-Ω、V、X、DD）
- 伝説巨神イデオン（F、第3次α、X-Ω）
- 戦闘メカ ザブングル（α外伝、Z、第2次Z）
- 聖戦士ダンバイン（EX、第4次、F、COMPACT、64、COMPACT2、α、IMPACT、COMPACT3、SC2nd、UX、CC、OE、BX、X-Ω、X、T、DD、Y）
  - New Story of Aura Battler DUNBINE（OE、BX、X、T、X-Ω、DD、Y） - 『第4次』・『64』・『COMPACT2』・『COMPACT3』にも一部要素が登場する。
  - リーンの翼（UX、CC、X-Ω）
- 重戦機エルガイム（第4次、F、COMPACT、GC、OE、X-Ω、30、Y）
- ブレンパワード（第2次α、J、学園）
- オーバーマン キングゲイナー（Z、K、学園、第2次Z、X-Ω）

#### 高橋良輔監督作品
高橋良輔が監督を務めたアニメ作品、およびその関連作品。
- 太陽の牙ダグラム（X-Ω）
- 装甲騎兵ボトムズ（第2次Z、OE、第3次Z、X-Ω、T、DD、30）
  - 装甲騎兵ボトムズ ザ・ラストレッドショルダー（第2次Z、OE、T）
  - 装甲騎兵ボトムズ ビッグバトル（第3次Z、T）
  - 装甲騎兵ボトムズ レッドショルダードキュメント 野望のルーツ（第2次Z、OE）
  - 機甲猟兵メロウリンク（X-Ω）
  - 装甲騎兵ボトムズ 赫奕たる異端（第3次Z、X-Ω）
  - 装甲騎兵ボトムズ ペールゼン・ファイルズ（第2次Z、OE）
  - 装甲騎兵ボトムズ 幻影篇（第3次Z 天獄篇）
  - 装甲騎兵ボトムズ 孤影再び（第3次Z 天獄篇）
- 機甲界ガリアン（BX、X-Ω）
- 蒼き流星SPTレイズナー（新、64、GC、J、学園、OE、DD、X-Ω）
- ガサラキ（X-Ω）

#### エルドランシリーズ
「エルドランシリーズ」に分類されるアニメ作品、およびその関連作品。
- 絶対無敵ライジンオー（GC、NEO、OE、BX）[5]
- 元気爆発ガンバルガー（NEO、OE）
- 熱血最強ゴウザウラー（NEO、OE、X-Ω）
- 完全勝利ダイテイオー（NEO、OE）

#### 勇者シリーズ
「勇者シリーズ」に分類されるアニメ作品、およびその関連作品。
- 勇者エクスカイザー（X-Ω）
- 伝説の勇者ダ・ガーン（Y）
- 勇者特急マイトガイン（V、X、T、X-Ω）
- 勇者警察ジェイデッカー（30）
- 勇者王ガオガイガー（第2次α、第3次α、W、学園、モ、BX、X-Ω、T、DD）
  - 勇者王ガオガイガーFINAL（第3次α、W、学園、X-Ω、30）
  - 覇界王〜ガオガイガー対ベターマン〜（30）
- 勇者聖戦バーンガーン（DD）
- 勇者宇宙ソーグレーダー（DD）

#### コードギアス
「コードギアス」に分類されるアニメ作品、およびその関連作品。
- コードギアス 反逆のルルーシュ（第2次Z、モ、CC、OE、X-Ω、DD）
  - コードギアス 反逆のルルーシュR2（第2次Z 再世篇、モ、CC、OE、第3次Z、X-Ω、X、DD）
  - コードギアス 反逆のルルーシュIII 皇道（30、Y）
  - コードギアス 復活のルルーシュ（X-Ω、30、Y）
- コードギアス 双貌のオズ（X-Ω、DD）
  - コードギアス 双貌のオズO2（X-Ω）
- コードギアス 亡国のアキト（X-Ω、DD）

#### 広井王子原作作品
広井王子が原作として関わっていた作品、およびその関連作品
魔神英雄伝ワタルシリーズ
- 魔神英雄伝ワタル（X、X-Ω、DD）
  - 魔神英雄伝ワタル 七魂の龍神丸（X-Ω）
- 魔神創造伝ワタル[6]（DD）

その他広井王子原作作品
- 魔動王グランゾート（DD）

#### その他のバンダイナムコフィルムワークス作品
- 無敵ロボ トライダーG7（新、GC、第2次Z、第3次Z、T）
- 最強ロボ ダイオージャ（GC）
- 巨神ゴーグ（BX）
- 機甲戦記ドラグナー（A、MX、GC、CC、X-Ω）
- ガンヘッド（X-Ω）[7]
- 機動警察パトレイバー（TVシリーズ）（OE）
  - 機動警察パトレイバー 劇場版（OE、X-Ω）[8]
- 疾風!アイアンリーガー（NEO、X-Ω）
- 覇王大系リューナイト（NEO、OE、X-Ω）
- 天空のエスカフローネ（COMPACT3、X-Ω）
- ベターマン（COMPACT3、X-Ω、DD）
- 無限のリヴァイアス（X-Ω）
- スクライド（X-Ω）
- THE ビッグオー（D、Z、第2次Z、第3次Z、X-Ω、Y）[9]
- カウボーイビバップ（T）
- GEAR戦士電童（R、MX、CC、X-Ω）
- ケロロ軍曹（OE、X-Ω）
- 舞-HiME（X-Ω）
- ゼーガペイン（X-Ω、DD）
  - ゼーガペインADP（DD） - 『X-Ω』にも一部機体が登場する。
- 宇宙をかける少女（X-Ω）
- 革命機ヴァルヴレイヴ（DD、X-Ω）
- バディ・コンプレックス（X）
  - バディ・コンプレックス 完結編 -あの空に還る未来で-（X、X-Ω）
- クロスアンジュ 天使と竜の輪舞（V、X-Ω、X）
- サン娘 〜Girl's Battle Bootlog（X-Ω）

### その他のバンダイナムコグループアニメ作品
バンダイナムコピクチャーズ作品
- バトルスピリッツ ブレイヴ（X-Ω）
- アイカツ!（X-Ω）
- ヘボット!（X-Ω）

エイトビット作品
- ナイツ&マジック（30）

アイドルマスターシリーズ
- アイドルマスター XENOGLOSSIA（X-Ω）
- 無尽合体キサラギ（X-Ω）
- アイドルマスター シンデレラガールズ（X-Ω）

### バンダイナムコゲーム作品
バンダイナムコエンターテインメントから発売された作品。
ナムコ開発
- パックマン（DD）

モノリスソフト開発
- ゼノサーガ（無限、EXCEED）
- NAMCO x CAPCOM（無限、EXCEED）

サンライズインタラクティブ開発
- 機甲世紀Gブレイカー（αDC版）

## ダイナミック企画作品
ダイナミックプロ（永井豪）原作の作品。
この他、登場作品に含まれていないが、『ゲッターロボ大決戦!』の「真ゲッタードラゴン」（T、X-Ω、30）、「ダイナミック企画オリジナル機体」の「マジンエンペラーG」（V、X、X-Ω、DD）、「ゲッターノワール」（X-Ω、DD）が登場している。

### マジンガーシリーズ
- マジンガーZ（第1作、第2次、第3次、EX、第4次、新、F、COMPACT、64、COMPACT2、α、α外伝、A、IMPACT、R、第2次α、COMPACT3、D、SC、MX、第3次α、SC2nd、Z、K、NEO、X-Ω）
  - 劇場版 マジンガーZ / INFINITY（X-Ω、T、30）
- グレートマジンガー（第1作、第2次、第3次、EX、第4次、F、COMPACT、64、COMPACT2、α、α外伝、A、IMPACT、R、第2次α、COMPACT3、D、SC、MX、第3次α、SC2nd、Z、NEO、X-Ω）
- UFOロボ グレンダイザー（第2次、第3次、EX、第4次、64、COMPACT2、A、IMPACT、D、MX、Z、X-Ω、DD）
- 劇場版マジンガーシリーズ（第1作、第2次、第3次、EX、第4次、F、64、α、α外伝、IMPACT、R、MX）[10]
- マジンカイザー（オリジナル版）（X） - 『F完結編』・『α』・『α外伝』・『第2次α』・『第3次α』にも機体が登場する。
  - マジンカイザー（GC、J、W、学園、L、CC、X-Ω、DD）
  - マジンカイザー 死闘!暗黒大将軍（J、W、学園、L、CC、X-Ω、Y）
  - マジンカイザー INFINITISM（30）
- マジンガーエンジェル（X-Ω）
- 真マジンガー 衝撃! Z編（第2次Z、モ、CC、OE、第3次Z、BX、V、X）
- 真マジンガーZERO vs 暗黒大将軍（V、X、X-Ω）
- マジンカイザーSKL（UX、CC、BX、X-Ω）
- グレンダイザーU（DD）[11]

### ゲッターロボシリーズ
- ゲッターロボ（第1作、第2次、第3次、EX、第4次、F、COMPACT、64、COMPACT2、α、α外伝、A、IMPACT、第2次α、SC、MX、第3次α、X-Ω）
- ゲッターロボG（第1作、第2次、第3次、EX、第4次、F、COMPACT、64、COMPACT2、α、α外伝、A、IMPACT、第2次α、COMPACT3、SC、MX、第3次α、W、SC2nd、Z、X-Ω）
- ゲッターロボ號（X-Ω）
- 真・ゲッターロボ（原作漫画版）（第4次、新、F、COMPACT、64、COMPACT2、α、α外伝、A、IMPACT、第2次α、COMPACT3、第3次α、W）[12]
- 真（チェンジ!!）ゲッターロボ 世界最後の日（D、学園、第2次Z、CC、OE、第3次Z、V、X-Ω、T、DD、30） - 『第2次α』・『第3次α』にも一部機体が登場する。
- 真ゲッターロボ対ネオゲッターロボ（R、GC、CC）
- 新ゲッターロボ（NEO）
- ゲッターロボ牌（X-Ω）
- ゲッターロボ アーク（DD、Y）
- ゲッターロボ デヴォリューション -宇宙最後の3分間-（30）

### その他のダイナミック企画作品
- デビルマン（原作漫画版）（DD）
- 鋼鉄ジーグ（第2次α、第3次α、DD、Y）
  - 鋼鉄神ジーグ（K、学園、L、CC、DD）
- 獣神ライガー（NEO、OE、X-Ω、DD）[13]
- Cutie Honey Universe（X-Ω）[14]

## 東映系列作品
東映本社、および東映アニメーション制作のアニメ、特撮作品。

### 東映本社作品
長浜ロマンロボシリーズ
- 超電磁ロボ コン・バトラーV（第3次、第4次、F、64、COMPACT2、α、α外伝、A、IMPACT、R、第2次α、COMPACT3、SC、第3次α、J、SC2nd、学園、L、モ、CC、X-Ω、DD、30、Y）
- 超電磁マシーン ボルテスV（新、α、α外伝、A、R、第2次α、第3次α、J、学園、L、モ、CC、X-Ω、DD、30）
  - ボルテスV レガシー（DD）[15]
- 闘将ダイモス（第4次、COMPACT、A、第2次α、MX、第3次α、モ、CC、X-Ω、DD）

その他東映本社作品
- 未来ロボ ダルタニアス（D、GC、X-Ω、DD）
- 宇宙大帝ゴッドシグマ（Z、第2次Z、X-Ω）
- 百獣王ゴライオン（W、学園）

### 東映アニメーション作品（ダイナミック企画作品以外）
- 大空魔竜ガイキング（新、第2次α、第3次α、モ）
  - ガイキング LEGEND OF DAIKU-MARYU（K、学園、L、X-Ω）
- わが青春のアルカディア 無限軌道SSX（T）
- ロボットガールズZ（X-Ω）
- 楽園追放 -Expelled from Paradise-（T、X-Ω）[16]

東映本社との共同制作作品
- 光速電神アルベガス（X-Ω）
- ビデオ戦士レザリオン（X-Ω）

### 東映特撮
スーパー戦隊シリーズ
- 恐竜戦隊ジュウレンジャー（X-Ω）
- 海賊戦隊ゴーカイジャー（X-Ω）
- 機界戦隊ゼンカイジャー（DD）

メタルヒーローシリーズ
- 宇宙刑事ギャバン（X-Ω）

仮面ライダーシリーズ
- 風都探偵 仮面ライダースカルの肖像（Y）

## 葦プロダクション作品
葦プロダクション制作のアニメ作品。
- 宇宙戦士バルディオス（Z、第2次Z、X-Ω）[17]
- 戦国魔神ゴーショーグン（EX、第4次、F、64、第2次α、第3次α、NEO、OE、X-Ω）
- 魔法のプリンセス ミンキーモモ（X-Ω）
- 特装機兵ドルバック（X-Ω）
- 超獣機神ダンクーガ（第4次、新、F、COMPACT、64、COMPACT2、α、α外伝、IMPACT、SC、GC、第3次α、J、SC2nd、学園、第2次Z、モ、CC、OE、X-Ω、30）
  - 獣装機攻 ダンクーガ ノヴァ（L、第2次Z、UX、CC、第3次Z、X-Ω）
- マシンロボ クロノスの大逆襲（COMPACT2、IMPACT、MX、X-Ω）
  - マシンロボ ぶっちぎりバトルハッカーズ（X-Ω）
- NG騎士ラムネ&40（NEO、OE、X-Ω）
  - VS騎士ラムネ&40炎（X-Ω）

## カラー作品
カラーが制作したアニメ作品、またはガイナックス倒産前に譲渡され管理しているIP。
- 新世紀エヴァンゲリオン（F、α、SC、MX、第3次α）
  - 新世紀エヴァンゲリオン劇場版 Air/まごころを、君に（α、SC、MX、第3次α）
  - エヴァンゲリオン ANIMA（X-Ω）
- ヱヴァンゲリヲン新劇場版（L[18]）
  - ヱヴァンゲリヲン新劇場版:序（モ、CC、第3次Z、X-Ω、V、DD）
  - ヱヴァンゲリヲン新劇場版:破（モ、CC、第3次Z、X-Ω、V、DD）
  - ヱヴァンゲリヲン新劇場版:Q（第3次Z 天獄篇、V、X-Ω）

ガイナックス作品
- トップをねらえ!（F、α、第3次α、モ、第3次Z、X-Ω、T）
  - トップをねらえ2!（第3次Z 天獄篇、X-Ω）
- ふしぎの海のナディア（X）

## ウルトラスーパーピクチャーズ作品
ウルトラスーパーピクチャーズの系列会社が管理するアニメ、ゲーム、および関連作品。
TRIGGER作品
- 天元突破グレンラガン（第2次Z、CC、OE、第3次Z、X）
  - 劇場版 天元突破グレンラガン 紅蓮篇（第2次Z、モ、CC、X-Ω）
  - 劇場版 天元突破グレンラガン 螺巌篇（第2次Z 再世篇、CC、第3次Z、X-Ω、X）
- リトルウィッチアカデミア（X-Ω）

## セガサミー作品
セガサミーホールディングスおよび系列会社が管理するアニメ、ゲーム、および関連作品。

### トムス・エンタテインメント(旧・東京ムービー新社)作品
- 太陽の使者 鉄人28号（第2次Z 再世篇、第3次Z）
- 六神合体ゴッドマーズ（64、D、第2次Z、第3次Z）
- 超時空世紀オーガス（Z、第2次Z、第3次Z）
- 魔法騎士レイアース（T、30）

### セガ作品
電脳戦機バーチャロンシリーズ
- 電脳戦機バーチャロン オラトリオ・タングラム（第3次α）
- 電脳戦機バーチャロン マーズ（第3次α、K、学園）
- 「電脳戦機バーチャロン」シリーズ フェイ・イェンHD（UX）
- とある魔術の電脳戦機（X-Ω）

サクラ大戦シリーズ
- サクラ大戦（X-Ω、30）
- 新サクラ大戦（X-Ω）

その他のセガ作品
- ボーダーブレイク（X-Ω）
- セガ・ハード・ガールズ（X-Ω）

## AIC系列作品
AICと系列会社制作のアニメ作品。
AIC作品
- メガゾーン23（D）
- 破邪大星ダンガイオー（COMPACT2、IMPACT、K、学園、CC）
- 冥王計画ゼオライマー（MX、J、学園、CC、X-Ω）
- 戦え!!イクサー1（L）
- 冒険!イクサー3（L）
- デトネイター・オーガン（W、学園）

AIC A.S.T.A.作品
- 神魂合体ゴーダンナー!!（SC2nd、K、学園、L、X-Ω）
- ガン×ソード（K、学園、T、X-Ω、30）

## マクロス系列作品
「マクロスシリーズ」に分類されるアニメ作品、およびその関連作品。
- 超時空要塞マクロス（α、α外伝、CC）
  - 超時空要塞マクロス 愛・おぼえていますか（α、α外伝、第3次α、SC2nd、CC、X-Ω）
- マクロスプラス（α、α外伝、第3次α、X-Ω）
- マクロス7（D、第3次α、第2次Z 再世篇、第3次Z、X-Ω）
  - マクロス ダイナマイト7（第2次Z 再世篇、第3次Z）
- マクロスゼロ（SC2nd、X-Ω）
- マクロスF（L、第2次Z、CC、OE）
  - 劇場版マクロスF 虚空歌姫 〜イツワリノウタヒメ〜（第2次Z 破界篇、UX、CC、第3次Z、BX）
  - 劇場版マクロスF 恋離飛翼 〜サヨナラノツバサ〜（第2次Z 再世篇、UX、CC、第3次Z、BX、X-Ω）
- マクロス30 銀河を繋ぐ歌声（BX）
- マクロスΔ（X-Ω、Y）
  - 劇場版マクロスΔ 激情のワルキューレ（X-Ω、Y）

## 国際映画社作品
国際映画社制作のアニメ作品。
J9シリーズ
「J9シリーズ」に分類されるアニメ作品。
- 銀河旋風ブライガー（α外伝、GC、NEO、Y）
- 銀河烈風バクシンガー（GC）
- 銀河疾風サスライガー（GC）

その他の国際映画社作品
- 魔境伝説アクロバンチ（COMPACT3）

## IGポート作品
IGポートが制作または知的財産権を所持するアニメ作品、および関連作品。
Production I.G作品
- フリクリ（X-Ω）
- 翠星のガルガンティア（第3次Z 天獄篇、X-Ω）

旧XEBEC作品
- 機動戦艦ナデシコ（A、IMPACT、R、MX、J、W、CC、BX、DD）
  - 劇場版 機動戦艦ナデシコ -The prince of darkness-（R、MX、W、学園、V、X-Ω、T、DD）

- 地球防衛企業ダイ・ガード（第2次Z、第3次Z）
- 宇宙のステルヴィア（X-Ω）
- 蒼穹のファフナー（K、学園、UX）
  - 蒼穹のファフナー HEAVEN AND EARTH（UX）

- ブレイクブレイド（DD）
- 輪廻のラグランジェ（X-Ω）
- 宇宙戦艦ヤマト2199（V）

## ボンズ作品
ボンズ制作のアニメ作品。
エウレカセブン
「エウレカセブン」に分類されるアニメ作品。
- 交響詩篇エウレカセブン（Z、X-Ω）
  - 交響詩篇エウレカセブン ポケットが虹でいっぱい（第2次Z）

- エウレカセブンAO（X-Ω）

その他のボンズ作品
- ラーゼフォン（MX、SC2nd）
- HEROMAN（UX）
- STAR DRIVER 輝きのタクト（X-Ω）
  - スタードライバー THE MOVIE（X-Ω）

- キャプテン・アース（CC、X-Ω）

## フルメタル・パニック!シリーズ
賀東招二の小説、およびそれを原作とするアニメ作品。
- フルメタル・パニック!（J、W、学園、第3次Z、X-Ω、V、DD）
- フルメタル・パニック? ふもっふ（J、W、学園、第3次Z、V、X-Ω）
- フルメタル・パニック! The Second Raid（W、学園、第3次Z、V、X-Ω、DD）
- フルメタル・パニック! Invisible Victory（DD）
- フルメタル・パニック!（原作小説版）（第3次Z 天獄篇、X-Ω、V）

## GONZO作品
GONZO制作のアニメ作品。
- ヴァンドレッド（X-Ω）
- 超重神グラヴィオン（Z、第2次Z 再世篇）
  - 超重神グラヴィオンツヴァイ（Z、第2次Z、X-Ω）
- ぼくらの（X-Ω）
- 鉄のラインバレル（L）
  - 鉄のラインバレル（原作漫画版）（UX、CC、X-Ω）[22]
- 宇宙戦艦ティラミス（X-Ω）
  - 宇宙戦艦ティラミスII（X-Ω）

## サテライト作品
サテライト制作のアニメ作品。
- 創聖のアクエリオン（Z、第2次Z、第3次Z 天獄篇、X-Ω）
  - アクエリオンEVOL（第3次Z、X-Ω）
- 重神機パンドーラ（X-Ω）

## タカラトミー作品
「タカラトミー」が管理するアニメ作品。
ゾイドシリーズ
「ゾイドシリーズ」に分類されるアニメ作品。
- ゾイド-ZOIDS-（OE）
- ゾイド新世紀／ゼロ（OE）
- 機獣創世記ゾイドジェネシス（K、学園、OE）

その他のタカラトミー作品
- 電脳冒険記ウェブダイバー（DD）
- 新幹線変形ロボ シンカリオン（X-Ω）
  - 劇場版 新幹線変形ロボ シンカリオン 未来からきた神速のALFA-X（30）

## 円谷フィールズホールディングス作品
円谷フィールズホールディングスの系列会社が管理するアニメ作品、およびその関連作品。
フィールズ作品
- 銀河機攻隊 マジェスティックプリンス（X-Ω、30、Y）
  - 劇場版マジェスティックプリンス 覚醒の遺伝子（30）

- アクティヴレイド -機動強襲室第八係-（DD）

円谷プロダクション作品
ウルトラシリーズ
- ULTRAMAN（30）

GRIDMAN UNIVERSE
- SSSS.GRIDMAN（30、DD）
- SSSS.DYNAZENON（Y）

## サイバーエージェントグループ作品
サイバーエージェントの系列会社が管理、または制作するアニメ作品、およびその関連作品。
Cygames、CygamesPictures作品
- ゾンビランドサガ（X-Ω）
- 勇気爆発バーンブレイバーン（DD）

ニトロプラス作品
- 機神咆吼デモンベイン（UX）
  - 機神咆吼デモンベイン（PS2版）（X-Ω）

- OBSOLETE（X-Ω）

## 日本テレビホールディングス作品
日本テレビホールディングスの系列会社が管理するアニメ作品、およびその関連作品。
タツノコプロ作品
- 宇宙の騎士テッカマンブレード（J、W）
  - 宇宙の騎士テッカマンブレードII（W）

マッドハウス作品
- ギャラクシーエンジェル（X-Ω）

## 東宝作品
東宝が管理する作品、およびその関連作品
- ゴジラ対エヴァンゲリオン（X-Ω）
- ゴジラ S.P ＜シンギュラポイント＞（Y）[26]

## その他のアニメ作品
上記以外のアニメ制作会社が制作したアニメ作品、およびその関連作品。
1970年代
- 合身戦隊メカンダーロボ（COMPACT3）

1980年代
- 星銃士ビスマルク（X-Ω）
- 忍者戦士飛影（COMPACT2、IMPACT、UX、X-Ω）

1990年代
- クレヨンしんちゃん（X-Ω）
- ジャイアントロボ THE ANIMATION -地球が静止する日（64、α）

2010年代
- 健全ロボ ダイミダラー（X-Ω）
- アルドノア・ゼロ（DD）
- 少年アシベ GO! GO! ゴマちゃん（X-Ω）
- クロムクロ（DD）
- ポプテピピック（X-Ω）

2020年代
- 俺は星間国家の悪徳領主!（DD）

## ゲーム作品
上記参戦作品の関連作品ではないコンピュータゲーム作品。
- ロックマン（X-Ω）
- ライブ・ア・ライブ（DD）
- メダロット（X-Ω）
- マブラヴ オルタネイティヴ（X-Ω）
- ROBOTICS;NOTES（X-Ω）

## その他
上記分類のいずれにもあてはまらない作品。
- 牙狼-GARO-（X-Ω）
- ハッカドール（X-Ω）

## スーパーロボット大戦シリーズのオリジナル
「スーパーロボット大戦ORIGINAL GENERATIONシリーズ」の作品からの参戦を含む、版権作品を扱ったシリーズ作品では、『第1作（GB版）』・『COMPACT』・『モバイル』以外の全作品に登場している。
「バンプレストオリジナル」（『W』と『Z』以降の作品では単に「オリジナル」）名義で表記されているが、『α外伝』までの一部作品では、特定のオリジナルキャラクターに対して、（バンプレストオリジナルと別名義として）独立した一作品として扱うというケースが存在する。
「スーパーロボット大戦ORIGINAL GENERATIONシリーズ」では、他のスパロボシリーズ（または関連作品）より登場のオリジナルキャラクターは元となった登場作品名義で登場する。ただし、該当キャラが版権作品を扱ったシリーズ作品へ参戦する場合、元となった登場作品ではなく、該当のOGシリーズ作品名義で登場する。